# Hilton Rotterdam
Het Hilton Rotterdam is een hotel in Rotterdam van de Hiltonketen gebouwd in 1963 naar ontwerp van Huig Maaskant. Het bevindt zich aan het Weena bij het Hofplein. Het gebouw is vanaf 2016 een rijksmonument vanuit het Beschermingsprogramma Wederopbouw 1959-1965.

## Geschiedenis
Na de Tweede Wereldoorlog begon de wederopbouw van de gebombardeerde stad Rotterdam. In de oorlog werd al over hotels gesproken toen er in 1943 door de toenmalige Club Rotterdam een Hotel Urgentie Commissie werd opgericht. Hierin stond onder meer een plan om een hotel aan het Hofplein te bouwen. Hilton besloot in 1958 tot de bouw van de vestigingen in Amsterdam en Rotterdam. Het hotel in Rotterdam zou de derde Europese vestiging worden voor de hotelketen. Architect Huig Maaskant maakte een ontwerp voor een hotel gesitueerd op de hoek van Coolsingel en Weena. Hij ontwierp in die tijd tevens het Hilton Hotel in Amsterdam dat in 1962 gereed kwam, Rotterdam volgde in 1963. Maaskant werkte voor de interieurs samen met de binnenhuisarchitect Frederik Willem de Vlaming. Het hotel in Rotterdam werd door de toenmalige eigenaar van de hotelketen, Conrad Hilton, persoonlijk geopend als achttiende vestiging buiten de Verenigde Staten.

### Holland Casino
Op 29 november 1985 werd het Holland Casino Rotterdam geopend in het Hilton Hotel Rotterdam. Burgemeester Bram Peper was hierbij aanwezig. Al bij de opening in het Hilton was echter duidelijk dat de vestiging aldaar tijdelijk zou zijn. Op 14 juni 1992 verhuisde Holland Casino naar de nieuwbouw in het Plaza-gebouw.

## Bouwstijl
Hilton had voor elk nieuw te bouwen hotel een uniforme inrichtingsstijl voor de hotelkamers en ontmoetingsruimten zoals restaurants en lobby. Hierdoor zou de internationale reiziger, die toentertijd meestal uit de Verenigde Staten kwam, zich waar ter wereld meteen thuis voelen in een Hilton hotel. Maaskant bereikte echter dat hij een grote mate van vrijheid kreeg voor de inrichting van de inpandige winkels en de horeca afdelingen. Hij wilde de Nederlandse binnenhuisarchitectuur, met kenmerken als kleinschaligheid en comfortabele vormgeving, tot zijn recht laten komen in een fantasievolle ambiance. Dit resulteerde in kleine uniform ingerichte kamers maar wel ruim opgezette publieke afdelingen met een vormgeving aansluitend bij de service die men nastreefde.
Het pand heeft een gefundeerde basis van twee verdiepingen die exact de lijn van de Kruiskade volgt waar de entree is gesitueerd. Binnengekomen vindt men de lobby, het restaurant, een evenementenzaal en vergaderruimtes. Aan de kant van de Weenazijde zijn kleine inpandige winkelruimtes. Boven op deze basis bevindt zich een acht verdiepingen tellende opbouw die rechthoekig van vorm is. Elke verdieping telt 33 hotelkamers. Op de hoekpunten van elke verdieping bevinden zich ruimere kamers en boven in het gebouw is een luxe suite. De bovenbouw wordt gekenmerkt door een illusie van hoogte gevende horizontale raamstroken die gevat zijn in een omkadering van wit travertin. Om een open toegankelijk beeld te geven is de basis van twee verdiepingen hoofdzakelijk van glas met aan de kant van de Kruiskade een zwartgranieten bekleding.

## Afbeeldingen

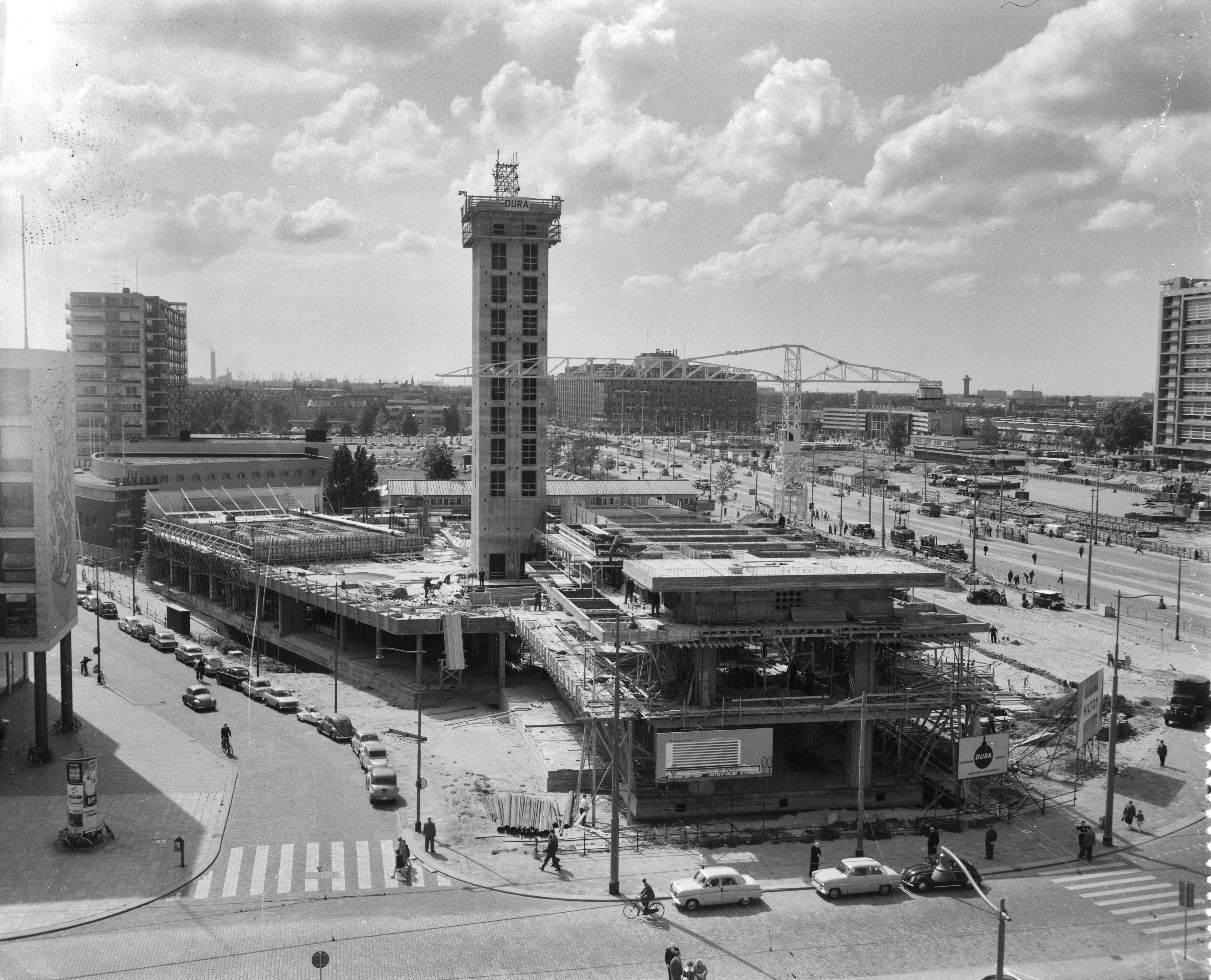
De bouw in 1961, links Kruiskade, rechts Weena
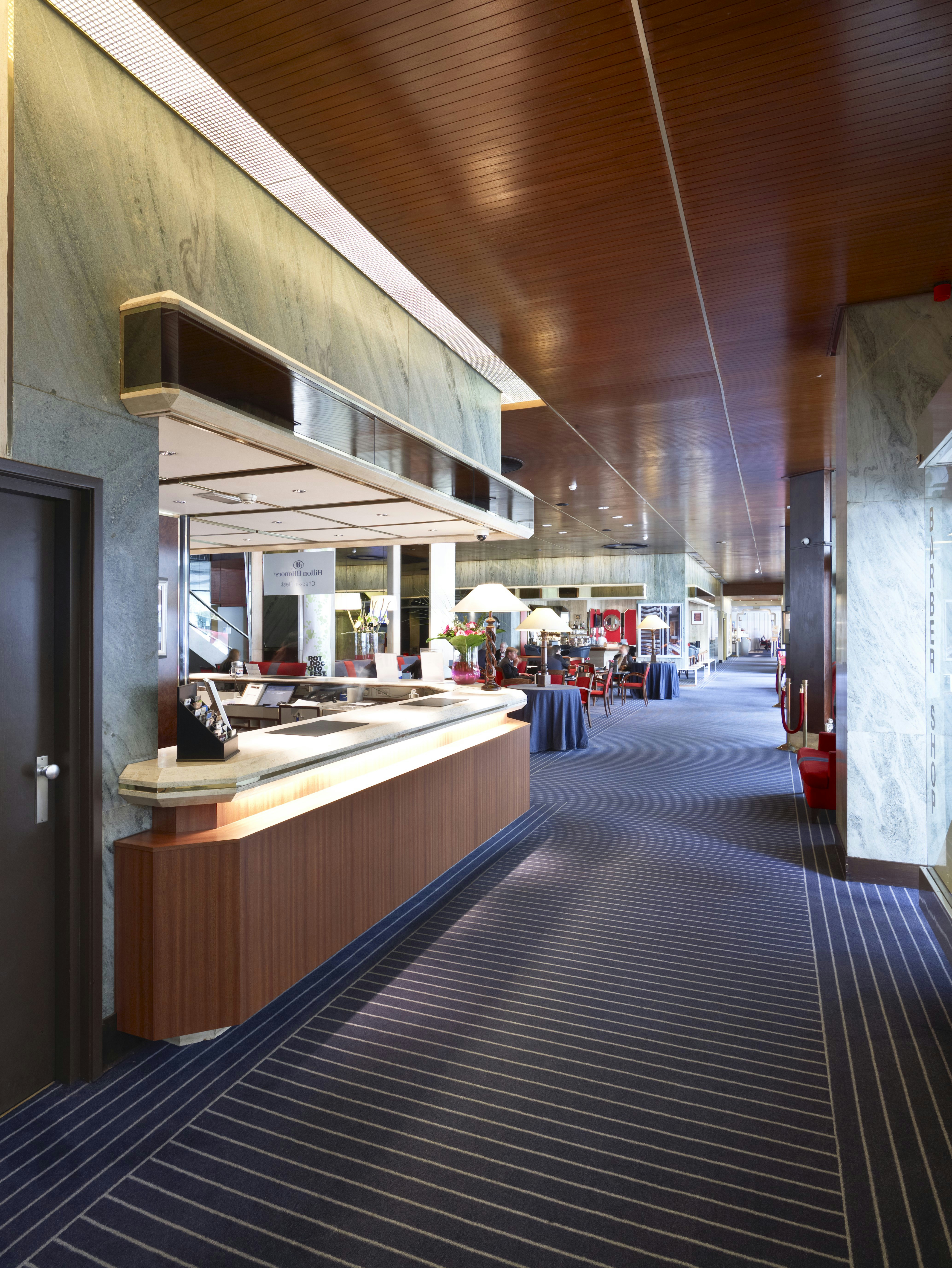
Receptie in 2010
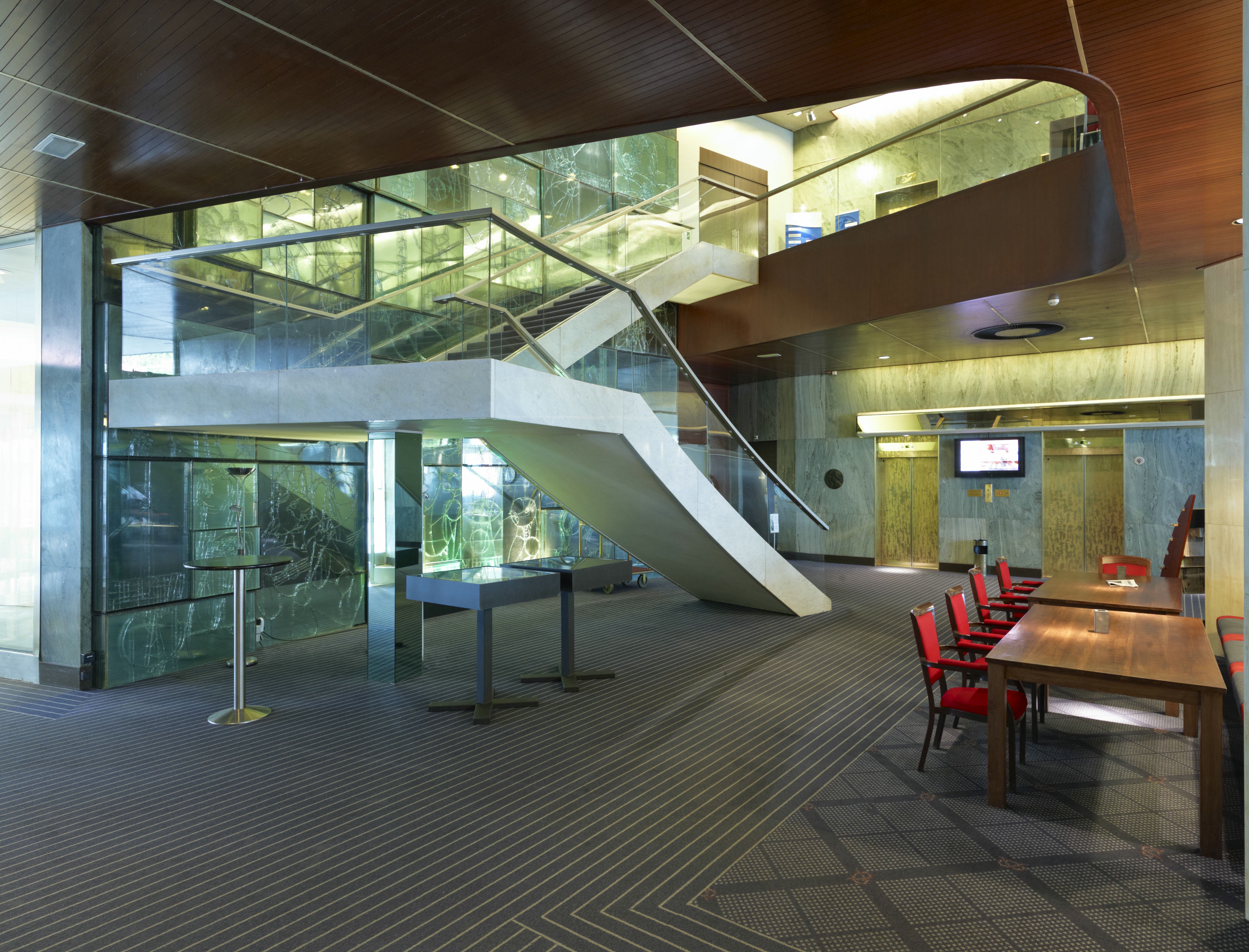
Trappenhuis in 2010
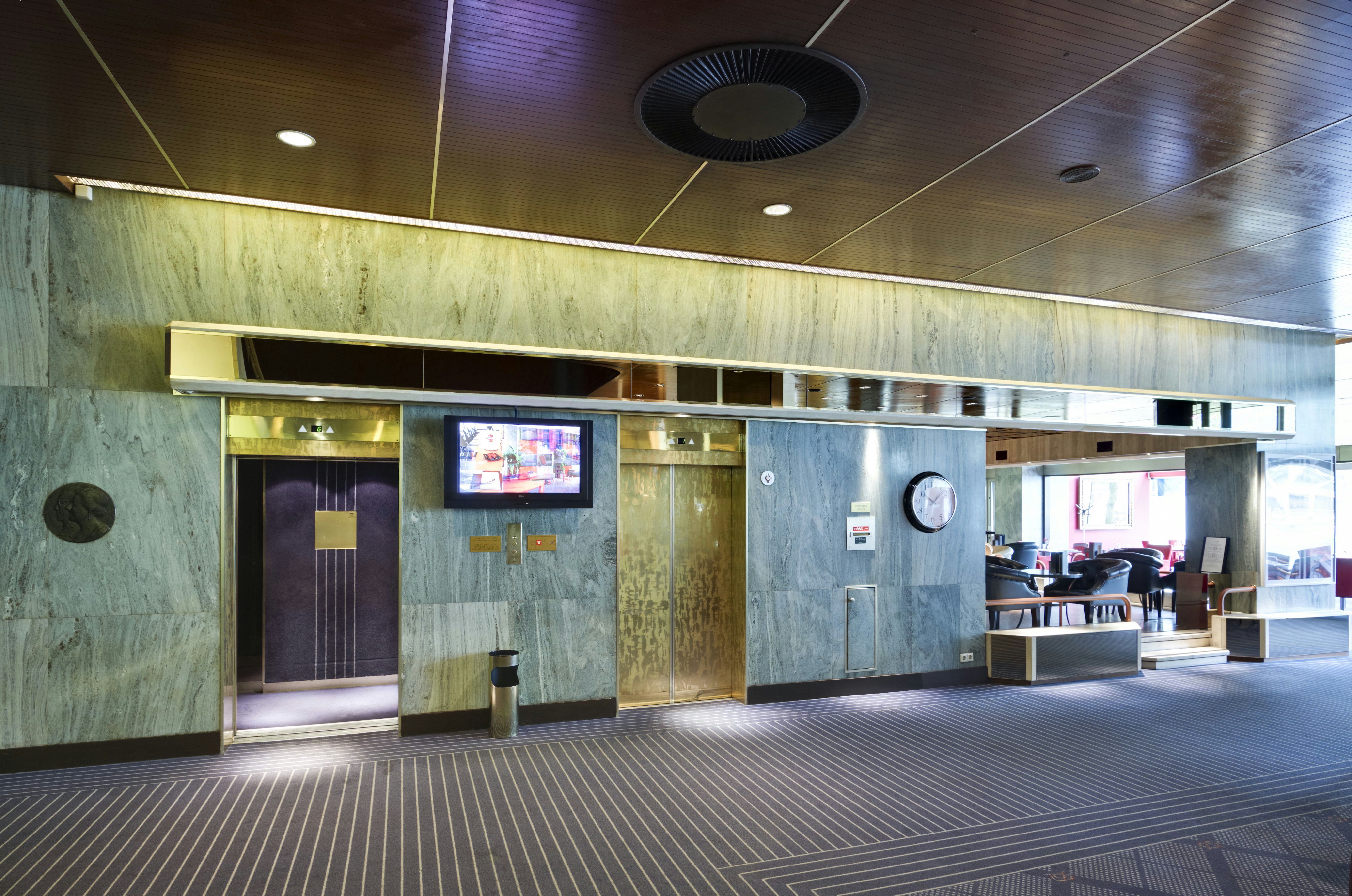
Liften in 2010
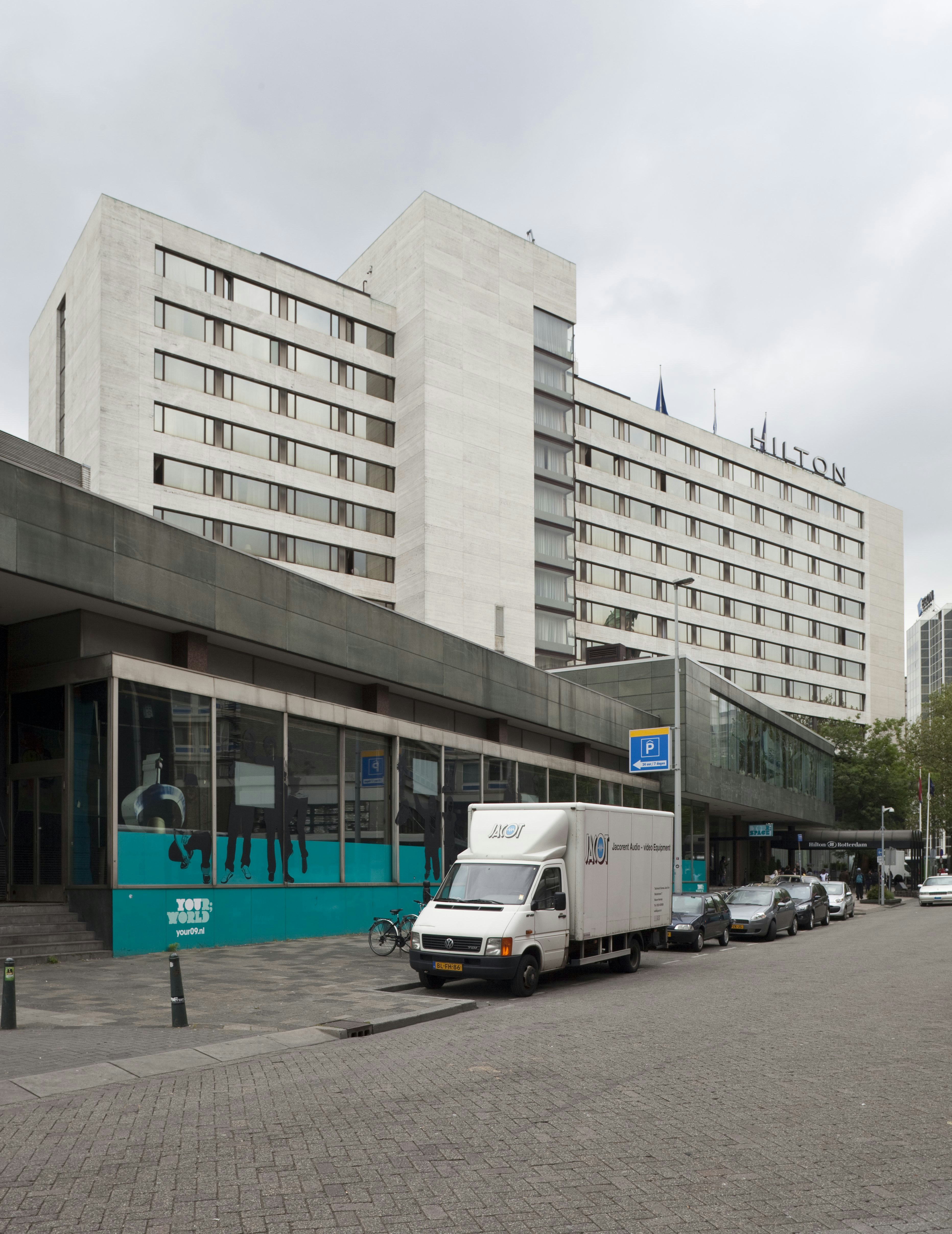
Hilton Rotterdam in 2010
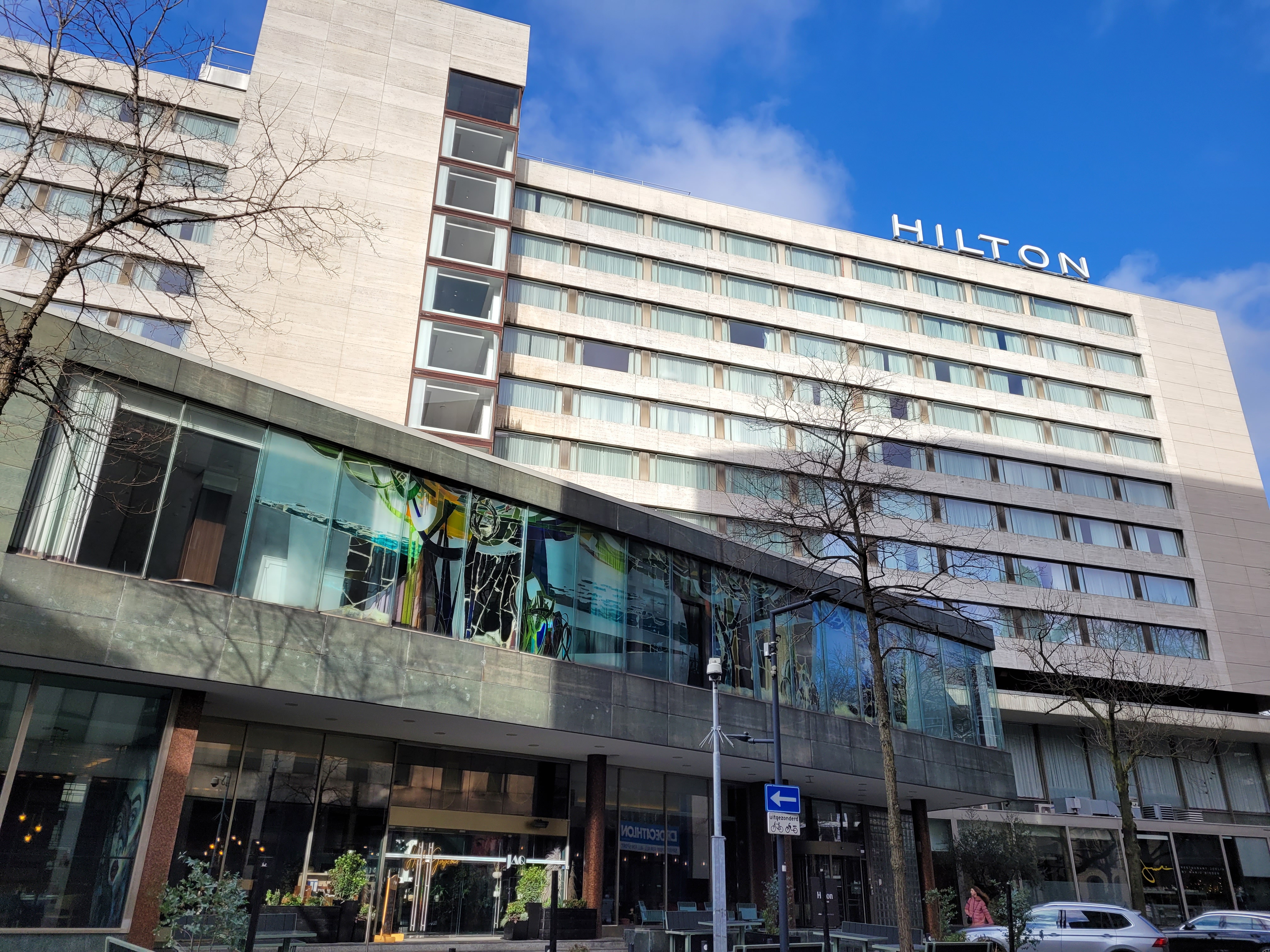
Hilton Rotterdam in 2023

## Renovatie en monumentstatus
Het hotel werd in 2012 ingrijpend gerestaureerd en van binnen gerenoveerd. Hierbij werden alle hotelkamers en algemene ruimtes compleet gestript en daarna opnieuw ingericht. De hoofdingang werd verplaatst van de Kruiskade naar het Weena. Een jaar later kwam bij de viering van het vijftigjarig jubileum het bericht dat het gebouw was voorgedragen als rijksmonument. Samen met achtentachtig andere gebouwen in Nederland werd het erkend als voorbeeld van behoudenswaardige architectuur in het kader van het Beschermingsprogramma Wederopbouw 1959-1965.